# Westendorf (Austria)
Westendorf – gmina w Austrii, w kraju związkowym Tyrol, w powiecie Kitzbühel. Według Austriackiego Urzędu Statystycznego liczyła 3651 mieszkańców (1 stycznia 2015).